# Oleh Shelayev
 Oleh Shelayev (en ukrainien : Олег Миколайович Шелаєв ; en français : Oleh Mykolaïovytch Chelaïev), né le 5 novembre 1976 à Louhansk, est un footballeur ukrainien. Il joue au poste de milieu de terrain.

## Carrière

### En équipe nationale
Il a eu sa première cape avec l'équipe d'Ukraine en 2004 et sa dernière en 2007.
Shelayev participe à la coupe du monde 2006 avec l'équipe d'Ukraine. Il a participé à neuf matchs de qualification à cette coupe du monde.
Shelayev compte 35 sélections et un but marqué avec l'équipe d'Ukraine.

## Palmarès
- Shakhtar Donetsk
  - Vainqueur de la Coupe d'Ukraine en 1997.